# Ряшевская улица
Ряшевская улица  — улица в Зализничном районе Львова (Украина), местности Сигновка, где является одной их главных улиц. Соединяет улицы Городокскую и Патона. В планах городских властей построить продолжение улицы, которое соединит её с Кульпарковской улицей.

## Название
До 1957 года называлась Магистральная, до 1974 — Прапорна, до 1991 — Жешувская на честь польского города Жешува, после 1991 года — Ряшевская — традиционное украинское название того же польского города.

## Архитектура
На Ряшевской улице преобладает многоэтажная застройка 1970—1980-х годов. По адресу Ряшевская ул., 2 расположен бывший дворец культуры ВО «ЛОРТА». Дворец культуры не функционирует с 2006 года и требует капитального ремонта, также планируется его передача в коммунальную собственность города.
Также в начале улицы находится сквер.

## Продолжение улицы
В рамках подготовки Львова к Евро-2012 городские власти планировали построить продолжение Ряшевской улицы от улицы Патона до перекрестка Кульпарковской и Научной улиц, длина проектированного участка 3,5 км, он должен пересечь Любинскую улицу и пройти по западному краю Скниловского парка. В случае реализации проекта Ряшевская улица станет одной из главных магистралей Львова. Участок будет иметь четыре полосы, троллейбусную линию. Однако к осуществлению этого проекта так и не дошло — по состоянию на июнь 2021 проект заморожен.

## Транспорт
Хотя Ряшевская улица находится на окраине Львова, она имеет хорошее транспортное сообщение с другими районами города. В 1971 году была построена троллейбусная линия, которая с того времени непрерывно функционирует, на улице оборудована конечная остановка с разворотным кольцом для троллейбусных маршрутов № 30 и 23. Также по улице проходит ряд городских автобусных маршрутов.